# Cristián Suárez (Leichtathlet)
Cristián Suárez (* 15. Januar 1999) ist ein ecuadorianischer Leichtathlet, der sich auf den Hammerwurf spezialisiert hat.

## Sportliche Laufbahn
Erste Erfahrungen bei internationalen Meisterschaften sammelte Cristián Suárez im Jahr 2017, als er bei den Panamerikanischen-Juniorenmeisterschaften in Trujillo mit einer Weite von 65,24 m den fünften Platz mit dem 6-kg-Hammer belegte. Im Jahr darauf belegte er bei den Ibero-Amerikanischen Meisterschaften ebendort mit 58,39 m den siebten Platz und anschließend erreichte er bei den U23-Südamerikameisterschaften in Cuenca mit 58,30 m Rang fünf. 2021 wurde er bei den Südamerikameisterschaften in Guayaquil mit 50,56 m Achter und belegte dann bei den U23-Südamerikameisterschaften ebendort mit neuer Bestleistung von 58,69 m den vierten Platz.
2021 wurde Suárez ecuadorianischer Meister im Hammerwurf.